# Tytthonyx
Tytthonyx es un género de escarabajos de la familia Cantharidae. En 1851 Leconte describió el género. Esta es la lista de especies que lo componen:
- Tytthonyx vittata (Horn, 1893)
- Tytthonyx armatus Wittmer, 1992
- Tytthonyx bahamensis Wittmer, 1992
- Tytthonyx baniensis Wittmer, 1992
- Tytthonyx barahonaensis Wittmer, 1998
- Tytthonyx brunneus Wittmer, 1992
- Tytthonyx campbelli Wittmer, 1991
- Tytthonyx chiapasensis Wittmer, 1991
- Tytthonyx coriaceipennis Wittmer, 1998
- Tytthonyx filamentarius Wittmer, 1992
- Tytthonyx gatoensis Wittmer, 1992
- Tytthonyx gracilis Wittmer, 1991
- Tytthonyx guanaensis Wittmer, 1992
- Tytthonyx hispaniolensis Wittmer, 1991
- Tytthonyx hondurasicus Wittmer, 1991
- Tytthonyx insularis Wittmer, 1991
- Tytthonyx iviei Wittmer, 1991
- Tytthonyx larimarensis Wittmer, 1998
- Tytthonyx lasellensis Wittmer, 1992
- Tytthonyx longilobus Wittmer, 1992
- Tytthonyx longior Wittmer, 1992
- Tytthonyx maricaonus Wittmer, 1992
- Tytthonyx mexicanus Wittmer, 1991
- Tytthonyx muehlei Wittmer, 1997
- Tytthonyx multispinosus Wittmer, 1992
- Tytthonyx mutabilis Wittmer, 1992
- Tytthonyx neodarlingtoni Wittmer, 1991
- Tytthonyx niger Wittmer, 1991
- Tytthonyx oaxacaensis  Zaragoza Caballero, 2001
- Tytthonyx obscuricollis Wittmer, 1991
- Tytthonyx palmeri Wittmer, 1991
- Tytthonyx perezi  Zaragoza Caballero, 2001
- Tytthonyx pseudomexicanus Wittmer, 1991
- Tytthonyx pseudosuturiferus Wittmer, 1992
- Tytthonyx puertoricanus Wittmer, 1992
- Tytthonyx republicanus Wittmer, 1992
- Tytthonyx robusticornis Wittmer, 1992
- Tytthonyx rufiventris  Zaragoza Caballero, 2001
- Tytthonyx spinosus Wittmer, 1992
- Tytthonyx sumideroensis Wittmer, 1997
- Tytthonyx suturiferus Wittmer, 1992
- Tytthonyx trifilum Wittmer, 1992
- Tytthonyx turquinoensis Wittmer, 1992
- Tytthonyx valentinei Wittmer, 1992
- Tytthonyx virginensis  Wittmer, 1992